# Белый, белый день
«Белый, белый день» (исл. Hvítur, hvítur dagur) — исландский драматический фильм 2019 года режиссёра Хлинюра Паульмасона. Впервые картина была представлена на Каннском фестивале 16 мая 2019 года. Премьера фильма состоялась в рамках Международного кинофестиваля в Торонто 6 сентября.
В российский прокат фильм вышел 19 марта 2020 года, прокатчиком выступила компания «Иноекино». В США премьера состоялась 17 апреля 2020 года.
Кинокартина выиграла электронное голосование и должна была представлять страну на 92-й церемонии премии «Оскар» в номинации «Лучший фильм», но так и не была номинирована.
«Белый, белый день» — исландская поговорка, когда небо сливается со снежным покровом, а мертвецы могут пообщаться с живыми. По словам Хлинюра Паульмасона, картина не имеет отсылки к одноимённому стихотворению Арсения Тарковского и сценарию к фильму «Зеркало» Андрея Тарковского.

## Сюжет
В отдалённом исландском городе начальник полиции, находящийся вне службы, начинает подозревать местного жителя в том, что у него был роман с его женой, которая недавно погибла в автомобильной аварии. Постепенно его навязчивая идея узнать правду накапливается, и он неизбежно начинает подвергать опасности себя и своих близких.

## В ролях
| Актёр                      | Роль             |
| -------------------------- | ---------------- |
| Ингвар Эггерт Сигурдссон   | Ингимундур       |
| Ида Меккин Хлинсдоттир     | Салка            |
| Хильмир-Снайр Гвюднассон   | Олгеир           |
| Сара Догг Асгерсдоттир     | жена Ингимундура |
| Бьёрн Инги Хильмарссон     | Трасти           |
| Элма Стефания Агустсдоттир | Элин             |
| Лаувейя Элиасдоуттир       | Индибёрг         |
| Сигюрдюр Сигурйоунссон     | Бьёсси           |
| Арнальдур Эрнст Бьёрнссон  | Храфн            |
| Тор Тулиниус               | Джордж           |

## Производство
Фильм был снят на 35-мм плёнку и обработан в лаборатории в Швеции, а сцены строительства дома и падение машины сняты на Super 35. Съёмки прошли в Исландии.
Замысел, по словам режиссёра, пришёл к нему при работе с серией фотографий «Белый день» в 2007 году. Отсюда и произошло рабочее название будущего фильма, затем было добавлено ещё раз «белый».

## Критика
Журналист Алихан Исрапилов, обозреватель портала Фильм.ру, поставил фильму 8 баллов из 10, выделив, что режиссёр нашёл «золотую середину между визуальным сторителлингом и проговариванием конфликтов вслух».
Вадим Богданов, кинокритик информационного агентства InterMedia, оценил картину на 7,5 из 10. Критик выделяет некоторые особенности режиссёра Хлинюра Паульмасона: «страсть к съёмке на плёнку, обильное использование белых цветов и эмоциональная история, пристально рассматривающая тему семьи».
Ксения Реутова, рецензент портала «КиноАфиша», акцентирует внимание на то, как построена съёмка: «наблюдение за героями ведется с внешней позиции — из-за забора, из-за стены, из-за стекла, из-за камня; самые сюрреалистические сцены — это съемка с дорожных камер». Критик отмечает, что режиссёр работает как художник и фильм «в высшей степени эстетское зрелище».
Кинообозреватель портала The Film Stage, Рори О’Коннор, отмечает подробную визуализацию деталей. А Лиза Нессельсон, критик сайта ScreenDaily, считает, что данный фильм — это «история скрытых чувств, просачивающихся в великолепном ландшафте».
Согласно сайту-агрегатору Metacritic, фильм получил 84 из 100 баллов, на основе 4 критик.

## Награды и номинации
| Год  | Премия                                                         | Категория                                                            | Номинант               | Результат |
| ---- | -------------------------------------------------------------- | -------------------------------------------------------------------- | ---------------------- | --------- |
| 2018 | Международный кинофестиваль в Роттердаме                       | ARTEKino (на развитие кино)                                          | Хлинюр Паульмасон      | Победа    |
| 2019 | Цюрихский кинофестиваль                                        | «Золотой глаз»                                                       | Хлинюр Паульмасон      | Номинация |
| 2019 | Цюрихский кинофестиваль                                        | Специальная награда: «Международный художественный фильм»            | «Белый, белый день»    | Победа    |
| 2019 | Трансильванский международный кинофестиваль                    | «Лучший актёр»                                                       | Ингвар Э. Сигурдссон   | Победа    |
| 2019 | Трансильванский международный кинофестиваль                    | «Лучший фильм»                                                       | «Белый, белый день»    | Номинация |
| 2019 | Туринский кинофестиваль                                        | «Лучший фильм»                                                       | «Белый, белый день»    | Победа    |
| 2019 | Туринский кинофестиваль                                        | «Вперёд!»                                                            | «Белый, белый день»    | Победа    |
| 2019 | Туринский кинофестиваль                                        | Специальная награда: «Лучший сценарий»                               | Хлинюр Паульмасон      | Победа    |
| 2019 | Международный кинофестиваль в Сан-Паулу                        | «Конкурс новых директоров»                                           | «Белый, белый день»    | Номинация |
| 2019 | Афинский международный кинофестиваль                           | «Лучшая картина»                                                     | «Белый, белый день»    | Номинация |
| 2019 | Каннский кинофестиваль                                         | «Неделя критики»                                                     | «Белый, белый день»    | участник  |
| 2019 | Каннский кинофестиваль                                         | Премия фонда Луи Родерера «Восходящая звезда»                        | Ингвар Э. Сигурдссон   | Победа    |
| 2019 | Европейская кинопремия                                         | «Лучший актёр»                                                       | Ингвар Э. Сигурдссон   | Номинация |
| 2019 | Международный кинофестиваль в Генте                            | «Лучший фильм»                                                       | «Белый, белый день»    | Номинация |
| 2019 | Международный кинофестиваль в Хихоне                           | «Лучший фильм»                                                       | «Белый, белый день»    | Номинация |
| 2019 | Гамбургский кинофестиваль                                      | Премия Art Cinema: «Лучшая картина»                                  | «Белый, белый день»    | Номинация |
| 2019 | Международный кинофестиваль в Хэмптоне                         | «Лучшее повествование»                                               | Хлинюр Паульмасон      | Победа    |
| 2019 | Международный кинофестиваль в Хэмптоне                         | Специальный приз: «Лучшее повествование»                             | Ида Меккин Хлинсдоттир | Победа    |
| 2019 | Международный кинофестиваль кинематографистов «Братьев Манаки» | «Золотая камера»                                                     | Мария фон Хауссвольф   | Номинация |
| 2019 | Монреальский фестиваль нового кино                             | «Лучшая интерпретация» (Лучший актёр)                                | Ингвар Э. Сигурдссон   | Победа    |
| 2019 | Монреальский фестиваль нового кино                             | «Золотая волчица» (Лучший фильм)                                     | «Белый, белый день»    | Номинация |
| 2019 | Мотовунский кинофестиваль                                      | «Пропеллер Мотовуна»                                                 | «Белый, белый день»    | Победа    |
| 2019 | Кинопремия Северного совета                                    | Кинопремия Северного совета                                          | «Белый, белый день»    | Номинация |
| 2019 | Северный международный кинофестиваль                           | «Лучшее Северное повествование фильма»                               | «Белый, белый день»    | Победа    |
| 2020 | Первый Европейский кинофестиваль в Анже                        | «Приз Большого жюри»                                                 | «Белый, белый день»    | Номинация |
| 2020 | Международный кинофестиваль Палм-Спрингс                       | «Лучший фильм на иностранном языке» (Приз ФИПРЕССИ)                  | «Белый, белый день»    | Номинация |
| 2020 | Якутский международный кинофестиваль                           | «За ритм и цвет, как описание пульсирующей жизни» (специальный приз) | «Белый, белый день»    | Победа    |